# Gresia (okręg Prahova)
Gresia – wieś w Rumunii, w okręgu Prahova, w gminie Starchiojd. W 2011 roku liczyła 8 mieszkańców.